# Ey!
Ey! es el quinto álbum de estudio del músico argentino Fito Páez, editado el 15 de septiembre de 1988. En un principio iba a llevar el título «Napoleón y su tremendamente emperatriz» (fragmento del tema Tatuaje falso), pero al no agradarle este a la discográfica debido a su extensión, Páez decidió el título Ey! a modo de protesta por la restricción de la empresa.
Este disco salió el 15 de septiembre de 1988, el mismo día que Soda Stereo lanzó Doble Vida.
El 7 de noviembre de 2018 es lanzado por Universal Music Group a través de VEVO en YouTube

## Lista de canciones
| N.º   | Título                             | Duración |  |
| 1.    | «Lejos en Berlín»                  | 3:36     |  |
| 2.    | «Solo los Chicos»                  | 4:32     |  |
| 3.    | «Tatuaje Falso»                    | 4:53     |  |
| 4.    | «La Ciudad de los Pibes Sin Calma» | 3:40     |  |
| 5.    | «Polaroid de Locura Ordinaria»     | 3:23     |  |
| 6.    | «Canción de Amor Mientras tanto»   | 5:08     |  |
| 7.    | «Dame un Talismán»                 | 3:03     |  |
| 8.    | «Alacrán (Resaca)»                 | 4:58     |  |
| 9.    | «Por Siete Vidas (Cacería)»        | 4:15     |  |
| 37:59 |                                    |          |  |

## Músicos
- Fito Páez: Arreglos, guitarra eléctrica, teclados, piano y voz
- Fabián Gallardo: Guitarra eléctrica y acústica
- Ulises Butrón: Guitarra eléctrica
- Guillermo Vadalá: Bajo
- Daniel Colombres: Batería, tambor
- Tweety González: Teclados

### Músicos invitados
- Fabiana Cantilo: Voz en «Lejos en Berlín» y «Tatuaje Falso».
- Fabián Llonch: Bajo en «Lejos en Berlín» y «Canción de Amor Mientras Tanto».
- Oriente López (Higinio López Oriente): Dirección de brasses en «Sólo los Chicos», arreglos y dirección de brasses en «Por Siete Vidas (Cacería)».
- Edilio De La Caridad Montero: Trompeta lead en «Sólo los Chicos» y «Por Siete Vidas (Cacería)».
- Roberto García López: Trompeta en «Sólo los Chicos» y «Por Siete Vidas (Cacería)».
- Fernando Acosta Menor: Saxo tenor en «Sólo los Chicos» y «Por Siete Vidas (Cacería)».
- Amadi Bayard: Saxo alto en «Sólo los Chicos» y «Por Siete Vidas (Cacería)».
- Marcelo Capasso: Bajo en «Polaroid de Locura Ordinaria».
- Gabriel Carámbula: Guitarra eléctrica en «Polaroid de Locura Ordinaria».
- Roberto “Lapo” Gessaghi: Guitarra eléctrica en «Dame un Talismán».
- Diego Arnedo: Bajo en «Alacrán (Resaca)».
- Osvaldo Fattoruso: Percusión en «Sólo los Chicos», «La Ciudad de los Pibes Sin Calma», «Dame un Talismán» y «Por Siete Vidas (Cacería)».
- Carlos El Negro García López: Guitarra eléctrica en «Alacrán (Resaca)».
- Ricardo Mollo: Guitarra eléctrica en «Lejos en Berlín», «Tatuaje Falso» y «Alacrán (Resaca)».

## Datos técnicos
- Técnicos de Grabación: Mario Breuer, Julio Presas y Mariano López.
- Técnico de Mezcla: Mariano López.
- Producción de Estudio: Fito Páez y Tweety González.
- Producción Ejecutiva: Fernando Moya y Oscar López.
- Montaje: Lucho Garutti, Alejandro Avalis.
- Asistentes: Flavio Ravina, Martín Moutcer, Ken Steiger, Bridget Daly, John Magnuson.
- Técnico de Mantenimiento: Ron.
- Coordinación de estudios: Fabián Cuoto y Hugo Casas Montaje: Alejandro Avalis y Lucho Garutti.
- Arte de Tapa: Eduardo Martí y Sergio Pérez Fernández
- Chef: Pilo.
- Fletes al toque: Juan Parodi, Miguel Ángel Kruchick.
- Demos grabados en La Mar Records.
- Disco grabado en Estudios Panda (Argentina), Electric Lady (EE. UU.), y Estudios EGREM (Cuba) entre mayo y junio de 1988.